# Maternus Cynegius
Maternus Cynegius († 388 in Berytos) war ein spätantiker Prätorianerpräfekt und Konsul des ausgehenden 4. Jahrhunderts.
Cynegius stammte vielleicht aus Spanien und war Christ. Im Jahr 383/384 war er comes sacrarum largitionum (Finanzminister oder Schatzmeister) unter Kaiser Theodosius I. Theodosius ernannte Cynegius im Jahr 384 zum Prätorianerpräfekten des Orients mit dem Auftrag, die nichtchristlichen Tempel in Ägypten, Griechenland und Kleinasien zu zerstören. Während seiner ersten Reise durch Ägypten ließ er die Tempel schließen und verbot Opferungen. Außerdem erließ er viele Gesetze, die entgegen der Politik des Theodosius antijüdische Tendenzen zeigen.
Während seiner zweiten Reise in den Osten (einschließlich Ägypten), begleitet vom Bischof Marcellus von Apamea, schloss und zerstörte Cynegius hellenische Tempel, Schreine und Altäre, unter anderem den Tempel von Edessa, das Kabeirion von Imbros, den Tempel des Zeus in Apameia, den Tempel des Apollon in Didyma und alle Tempel von Palmyra.
Im Jahr 388 bekleidete er zusammen mit Kaiser Theodosius I. das Konsulat.